# 沙尔瓦·采列捷利
沙尔瓦·奥塔罗维奇·采列捷利（俄语：Шалва Отарович Церетели，1894年—1955年11月15日）格鲁吉亚人，主持格鲁吉亚大清洗的领导人之一，是贝利亚的亲信，格鲁吉亚共和国内务部第一副部长，1953年贝利亚被捕后，被免职逮捕，于1955年被处决。